# Aristolochia tigrina
Aristolochia tigrina är en piprankeväxtart som beskrevs av Achille Richard. Aristolochia tigrina ingår i släktet piprankor, och familjen piprankeväxter. Inga underarter finns listade i Catalogue of Life.